# Unbreakable: The Greatest Hits, Vol. 1
Unbreakable: The Greatest Hits, Vol. 1 — альбом найкращих пісень ірландського поп-гурту Westlife, який вийшов у 2002 році. Альбом дебютував на першому місці британського хіт-параду тиждень пісня релізу та зайняв десяту позицію в списку альбомів-бестселерів Об'єднаного Королівства в 2002 році. Продажі платівки тільки у Великій Британії приблизились впритул до 1,5 мільйона екземплярів. Загальна кількість проданих копій перевищила відмітку в 5 мільйонів.
Альбом містить 19 треків, в тім числі 13 композицій, які уже стали хітами (10 із яких є синглами № 1 в Великій Британії), а також 6 нових пісень: «Unbreakable», «Written in the Stars», «How Does It Feel», «Tonight», «Love Takes Two» та «Miss You Nights».

## Список композицій
| № п/п       | Назва                                                                           | Автори                                                   | Тривалість |
| ----------- | ------------------------------------------------------------------------------- | -------------------------------------------------------- | ---------- |
| 1           | Swear It Again (Radio Edit)                                                     | Стів Мек, Уейн Гектор                                    | 4:07       |
| 2           | If I Let You Go (Radio Edit)                                                    | Йорґен Елофссон, Пер Магнуссон, Девід Крюґер             | 3:41       |
| 3           | Flying Without Wings                                                            | Стів Мек, Уейн Гектор                                    | 3:36       |
| 4           | I Have a Dream (Remix)                                                          | Бенні Андерссон, Бйорн Ульвеус                           | 4:15       |
| 5           | Fool Again (2000 Remix)                                                         | Йорген Елофссон, Пер Магнуссон, Девід Крюґер             | 3:40       |
| 6           | Against All Odds (Take a Look at Me Now) (дует з Мерайєю Кері)                  | Філ Коллінз                                              | 3:21       |
| 7           | My Love (Radio Edit)                                                            | Йорген Елофссон, Пель Нілан, Девід Крюґер, Пер Магнуссон | 3:53       |
| 8.1         | I Lay My Love on You (Міжнародна версія альбому)                                | Йорген Елофссон, Пер Магнуссон, Девід Крюґер             | 3:29       |
| 8.2         | What Makes a Man (Single Mix) (Версія альбому для Великої Британії та Ірландії) | Стів Мек, Уейн Гектор                                    | 3:32       |
| 9           | Uptown Girl (Radio Edit)                                                        | Біллі Джоел                                              | 3:07       |
| 10          | Queen of My Heart (Radio Edit)                                                  | МакЛафлін, Робсон, Мек, Хектор                           | 4:19       |
| 11.1        | World of Our Own (U.S Mix) (Міжнародна версія альбому)                          | Мек, Гектор                                              | 3:28       |
| 11.2        | World of Our Own (Версія альбому для Великої Британії та Ірландії)              | Мек, Гектор                                              | 3:32       |
| 12          | Bop Bop Baby                                                                    | Брайян МакФадден, Шейн Файлан, Мерфі, О'Брайн            | 4:30       |
| 13          | When You’re Looking Like That (Single Remix)                                    | Рамі, Андреас Карлсон, Макс Мартін                       | 3:54       |
| 14          | Unbreakable (Single Remix)                                                      | Йорґен Елофссон, Джон Райд                               | 4:33       |
| 15          | Written In The Stars                                                            | Нік Джарл, Девід Стенмарк, Андреас Карлссон              | 4:10       |
| 16          | How Does It Feel                                                                | МакФадден, Файлан, Ромдхейн, Лароссі                     | 4:19       |
| 17          | Tonight                                                                         | С. Мек, У. Гектор, Йорґен Елофссон                       | 4:32       |
| 18          | Love Takes Two                                                                  | С. Мек, У. Гектор                                        | 3:49       |
| 19          | Miss You Nights                                                                 | Дейв Таунсенд                                            | 3:22       |
| Бонус-треки |                                                                                 |                                                          |            |
| 20.1        | Flying Without Wings (дует з Квон Боа)                                          | Стів Мек, Уейн Гектор                                    | 3:09       |
| 20.2        | Flying Without Wings (дует з Кристіаном Кастро)                                 | Стів Мек, Уейн Гектор                                    | 3:36       |

Пісня Flying Without Wings, записана в дуеті з корейською співачкою Квон Боа, ввійшла як бонус-трек в азіатське видання альбому (трек № 20.1). Аналогічний дует з Кристіаном Кастро ввійшов у реліз, підготований для іспаномовних країн.

## Сингли
| № п/п | Назва/ Дата релізу                      | Трек-ліст | Примітка | Позиція в чартах | Позиція в чартах | Позиція в чартах | Позиція в чартах | Позиція в чартах | Позиція в чартах | Позиція в чартах | Позиція в чартах | Позиція в чартах | Позиція в чартах | Позиція в чартах |
| № п/п | Назва/ Дата релізу                      | Трек-ліст | Примітка | Велика Британія  | Ірландія         | Швеція           | Норвегія         | Данія            | Швейцарія        | Нідерланди       | Бельгія          | Австрія          | Німеччина        | Нова Зеландія    |
| ----- | --------------------------------------- | --- | --- | ---------------- | ---------------- | ---------------- | ---------------- | ---------------- | ---------------- | ---------------- | ---------------- | ---------------- | ---------------- | ---------------- |
| 1     | Unbreakable 4 листопада 2002            | UK CD1 1. Unbreakable (Single Remix) 2. Never Knew I Was Losing You 3. World of Our Own (US Video) 4. Exclusive Band Footage UK CD2 1. Unbreakable (Single Remix) 2. Evergreen 3. World of Our Own (US Mix) 4. Westlife Fans Roll Of Honour | Вийшовши як перший сингл із альбому, пісня «Unbreakable» в свій час встигла відмітитись у Книзі рекордів Гіннеса, як сингл, з найвражаючим проривом в історії британського хіт-парада: з 196 позиції на першу. Після року новий рекорд установила пісня «Mandy» — ще один сингл Westlife. У Великій Британії «Unbreakable» отримала срібний статус та стала вже одинадцятим хітом № 1 ірландського бой-бенду. | 1                | 1                | 5                | 9                | 6                | 41               | 19               | 10               | 23               | 14               | 44               |
| 2     | Tonight/Miss You Nights 24 березня 2003 | UK CD1 1. Tonight (Single Remix) 2. Miss You Nights (Single Remix) 3. Where We Belong 4. Tonight (Video) UK CD2 1. Tonight (Single Remix) 2. Tonight (12" Metro Mix) 3. Miss You Nights (Video)                                             | Подвійний A-сингл, який вийшов 24 березня 2003 года, містив треки «Miss You Nights» (кавер-версію пісні Кліффа Річарда) та «Tonight». Запис досяг 3 позиції UK Singles Chart та очолив ірландський національний хіт-парад. | 3                | 1                | 33               | —                | 10               | —                | 55               | —                | 58               | 47               | —                |